# Łuczyce (rejon łucki)
Łuczyce (ukr. Лучиці) – wieś położona na Ukrainie, w rejonie łuckim, w obwodzie wołyńskim, liczy 140 mieszkańców.